# Ardisia purpureovillosa
Ardisia purpureovillosa C.Y.Wu & C.Chen ex C.M.Hu – gatunek roślin z rodziny pierwiosnkowatych (Primulaceae). Występuje naturalnie w Chinach – w prowincjach Kuangsi, Hajnan oraz Junnan. 

## Morfologia
PokrójZimozielony krzew dorastający do 0,5–2 m wysokości.
LiścieBlaszka liściowa ma odwrotnie jajowaty, lancetowaty lub eliptycznie lancetowaty kształt. Mierzy 15–22 cm długości oraz 3,8–5 cm szerokości, jest piłkowana na brzegu, ma klinową nasadę i spiczasty wierzchołek. Ogonek liściowy jest nagi i ma 10–15 mm długości.
KwiatyZebrane w wierzchotkach wyrastających z kątów pędów. Mają działki kielicha o lancetowatym kształcie i dorastające do 2–3 mm długości. Płatki są owalne i mają purpurową lub różową barwę.
OwocPestkowce mierzące 6 mm średnicy, o kulistym kształcie.

## Biologia i ekologia
Rośnie w lasach oraz na terenach skalistych. Występuje na wysokości od 600 do 1800 m n.p.m.